# Suisse aux Jeux olympiques d'hiver de 1968
La Suisse participe aux Jeux olympiques d'hiver de 1968 à Grenoble, en France. Elle y remporte six médailles : deux d'argent et quatre de bronze, se classant à la 14e place au tableau des médailles. La délégation suisse compte 34 sportifs.

## Médailles
| Médaille                            | Nom                                                | Sport            | Compétition          |
| ----------------------------------- | -------------------------------------------------- | ---------------- | -------------------- |
| Médaille d'argent, Jeux olympiques  | Willy Favre                                        | Ski alpin        | Slalom géant hommes  |
| Médaille d'argent, Jeux olympiques  | Alois Kälin                                        | Combiné nordique | Individuel hommes    |
| Médaille de bronze, Jeux olympiques | Hans Candrian Walter Graf Willi Hofmann Jean Wicki | Bobsleigh        | Bob à quatre hommes  |
| Médaille de bronze, Jeux olympiques | Fernande Bochatay                                  | Ski alpin        | Slalom géant femmes  |
| Médaille de bronze, Jeux olympiques | Jean-Daniel Dätwyler                               | Ski alpin        | Descente hommes      |
| Médaille de bronze, Jeux olympiques | Josef Haas                                         | Ski de fond      | 50 kilomètres hommes |